# Hanging Village of Huaxi
Hanging Village of Huaxi (chiń. upr. 空中华西村; chiń. trad. 空中華西村; pinyin Kōng Zhōnghuá Xīcūn) – późnomodernistyczny, futurystyczny wieżowiec w Wuxi, w Chińskiej Republice Ludowej.
Budowę rozpoczęto w 2008 roku. Budynek ma 328 m wysokości i 74 kondygnacje a na samej górze posiada szklana kulę. Otwarcie Hanging Village of Huaxi miało miejsce 12 października 2011 roku.